# Belcebub
Belcebub iz (hebr. בעל זבוב [Ba‘al zebûb] = gospodar muh)
- knez hudobnih duhov, čigar različno razlagano ime je najverjetneje slabšalna popačenka od Baala Zebuba, boga iz filistejskega preročišča v Ekronu.
- v Bibliji poglavar demonov, s katerim naj bi po mnenju nekaterih Jezus izganjal zle duhove (Mt.12,24; Mr 3,22)